# Березівський район
Березівський район — район Одеської області в Україні, утворений 17 липня 2020 року. Адміністративний центр — місто Березівка. Другий за площею у Одеській області після Подільського району та шостий з семи районів області за кількістю населення. Має найнижчу в області щільність населення.

## Географія

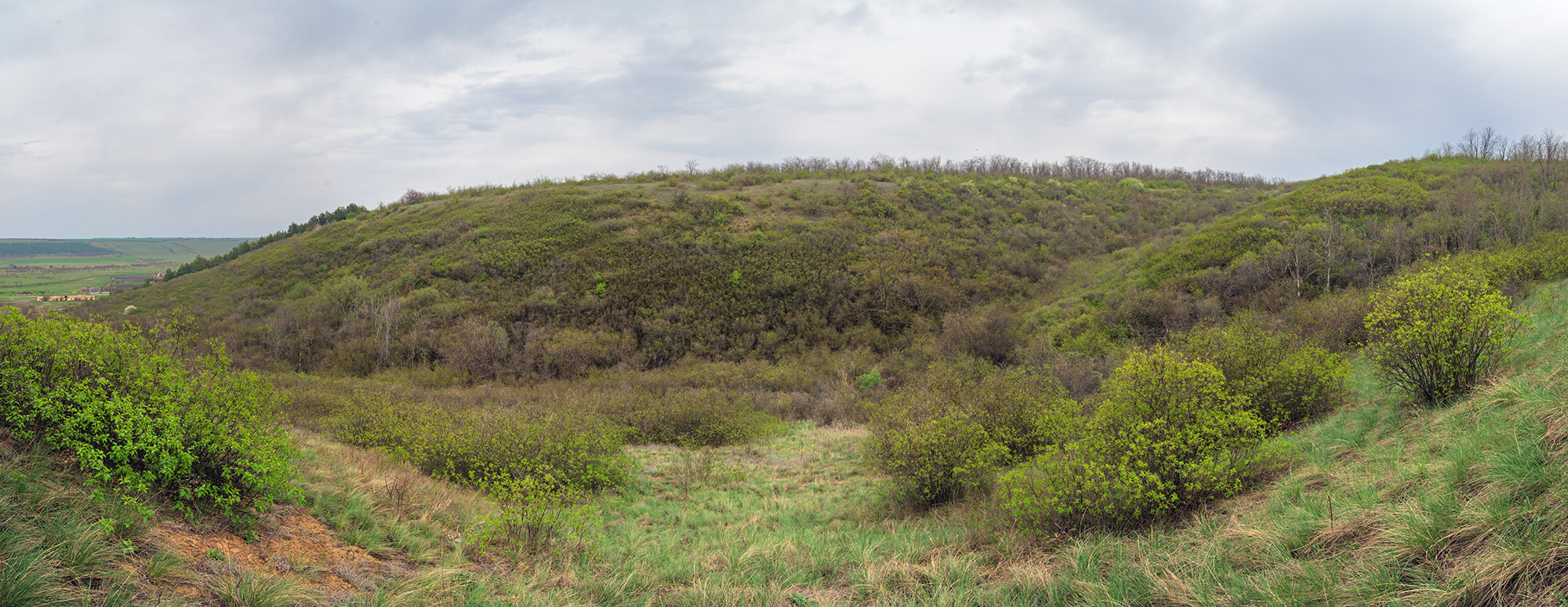
Михайлопільський яр

Березівський район розташований в північно-східній частині Одеської області. Рельєф території району в цілому являв собою підвищену хвилясту рівнину Причорноморського подолу. Район був розташований у межах Дністровсько-Дніпровської північностепової фізико-географічної провінції; північно-східні околиці — в межах Причорноморської середньостепової. Територія району лежала на Причорноморській низовині, це плоскохвиляста і середньохвиляста лесова рівнина з абсолютними висотами 100—150 м, розчленована широкими долинами; на південному сході степові блюдця. У районі сильно розвинуті ерозійні процеси, балки та яри.
Район межує з Одеським, Подільським і Роздільнянським районами Одеської області, а також з Вознесенським, Миколаївським і Первомайським районами Миколаївської області.
Корисні копалини: вапняки, глина, кварцити, пісок.
Клімат помірно континентальний. Пересічна температура січня -4 °C, липня +22 °C. Період з температурою понад +10 °C становить 178 днів. Середня норма атмосферних опадів — 410 мм на рік. Максимум припадає на теплий період року. Сніговий покрив нестійкий. Район лежить у межах посушливої, дуже теплої агрокліматичної зони.

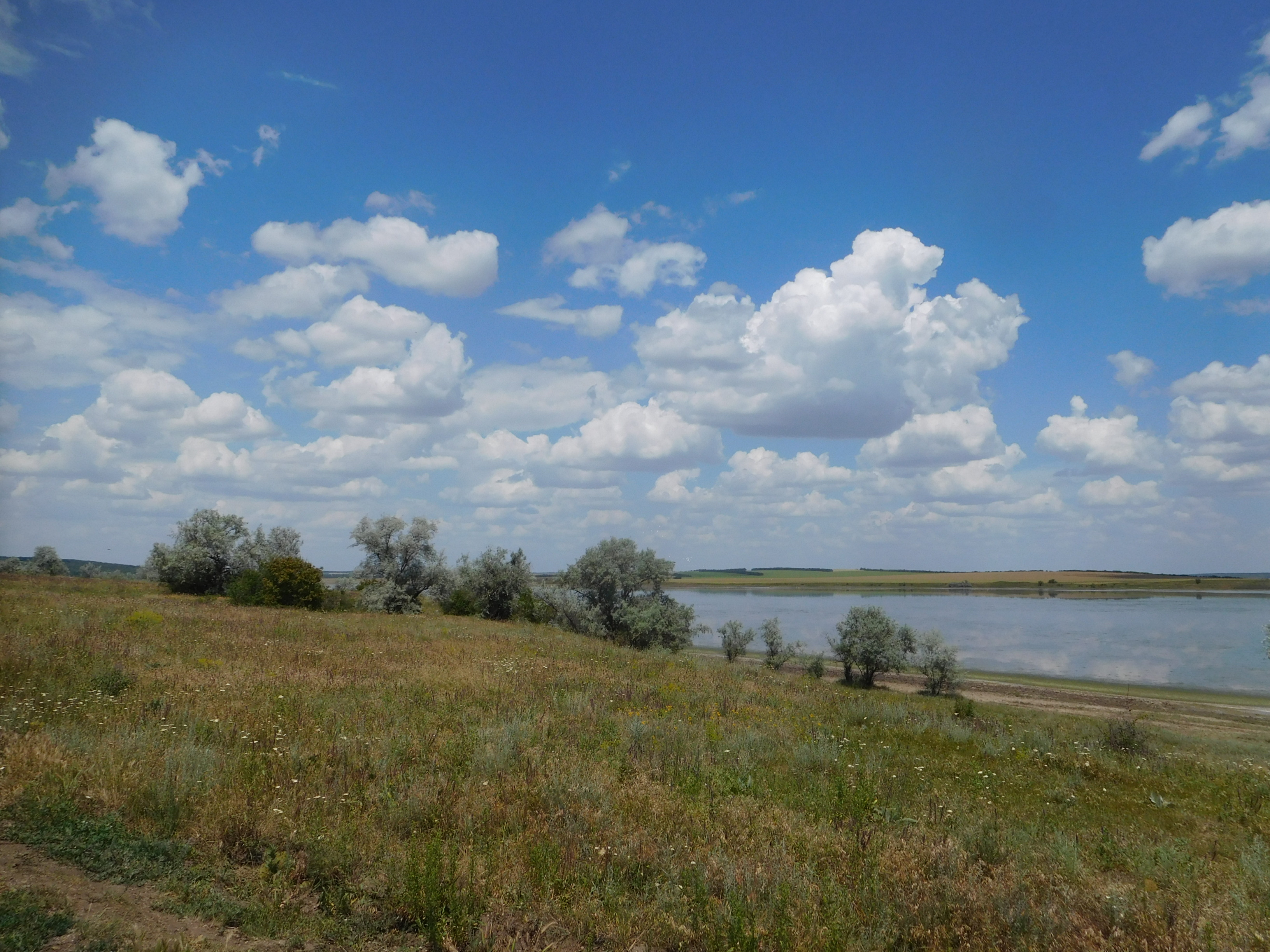
Каїрська затока Тилігульського лиману

Район омивається Тилігульським та Хаджибейським лиманами. За повернення рівня Куяльницького лиману він би досяг території району (старим берегом його верхів'я проходить частина межі району). У центральній частині району протікає річка Великий Куяльник (з притоками Суха Журівка, Силівка, Кошкова), що впадає до Куяльницького лиману, у центральній частині — річка Малий Куяльник (з притокою Середній Куяльник), що впадають в Хаджибейський лиман, у західній — річка Тилігул (з притоками Журавка, Сліпуха, Тартакай) впадає до Тилігульського лиману. Також районом протікають річки Чичиклія (з притокою Стовбова), Балай, Царега. Переважна більшість річок пересихають влітку. Уздовж русел цих річок, в основному, і розташовані села району, які мають витягнуту конфігурацію, неорганізовану забудову, у ряді випадків з однією вулицею, що забудована з однієї або двох сторін. Для місцевих потреб було споруджено багато ставків, пробурено 250 артезіанських свердловин.
З ґрунтів найбільш поширені чорноземи звичайні, середньо- та малогумусні, лучно-чорноземні та дернові оглеєні глинисто-піщані ґрунти (долина Тилігулу).
На території району багато природних лісів і штучних лісових насаджень. Серед деревних порід переважають біла акація, дуб, сосна, горіх, в'яз, гледичія.

### Природозаповідний фонд
У районі задля збереження природних ландшафтів та окремих об'єктів природи створені:
- Тилігульський — регіональний ландшафтний парк.
- Заводівський — ландшафтний заказник місцевого значення.
- Каїрівський ландшафтний заказник
- Коса Стрілка — орнітологічний заказник загальнодержавного значення
- Ландшафтний заказник «Верхній ліс» (біля села Северинівки)
- Осинівський ландшафтний заказник
- Петрівський загальнозоологічний заказник
- Чогодарівський заказник
- Новопавлівський заказник
- Новомиколаївський

|                                   |
| Заводівський ландшафтний заказник |

|                                  |
| Каїрівський ландшафтний заказник |

|                                |
| Птахи у заказнику Коса Стрілка |

|                                                   |
| Гирло річки Балай, Тилігульський ландшафтний парк |

|                                    |
| Ландшафтний заказник «Верхній ліс» |

|                         |
| Чогодарівський заказник |

|                                  |
| Осинівський ландшафтний заказник |

|                                          |
| Петрівський загальнозоологічний заказник |

|                     |
| Михайлопільський яр |

Також в районі існують ботанічні пам'ятки природи: трьохсотрічна Груша Адамівська і Михайлопільський яр, а також Парк-пам'ятка садово-паркового мистецтва Мар'їн гай.

## Історія
Район створено відповідно до постанови Верховної Ради України № 807-IX від 17 липня 2020 року. До його складу увійшли: Березівська міська, Іванівська, Миколаївська, Раухівська, Ширяївська селищні, Андрієво-Іванівська, Великобуялицька, Знам'янська, Коноплянська, Курісовська, Новокальчевська, Петровірівська, Розквітівська, Старомаяківська, Стрюківська, Чогодарівська сільські територіальні громади.
Раніше територія району входила до складу Березівського (1923—2020), Іванівського, Миколаївського, Ширяївського (окрім сільрад, що увійшли до складу Цебриківської та Долинської громад, що належать до інших районів) та частково Великомихайлівського району (сільради, що увійшли до Знам'янської громади).

### Передісторія земель району

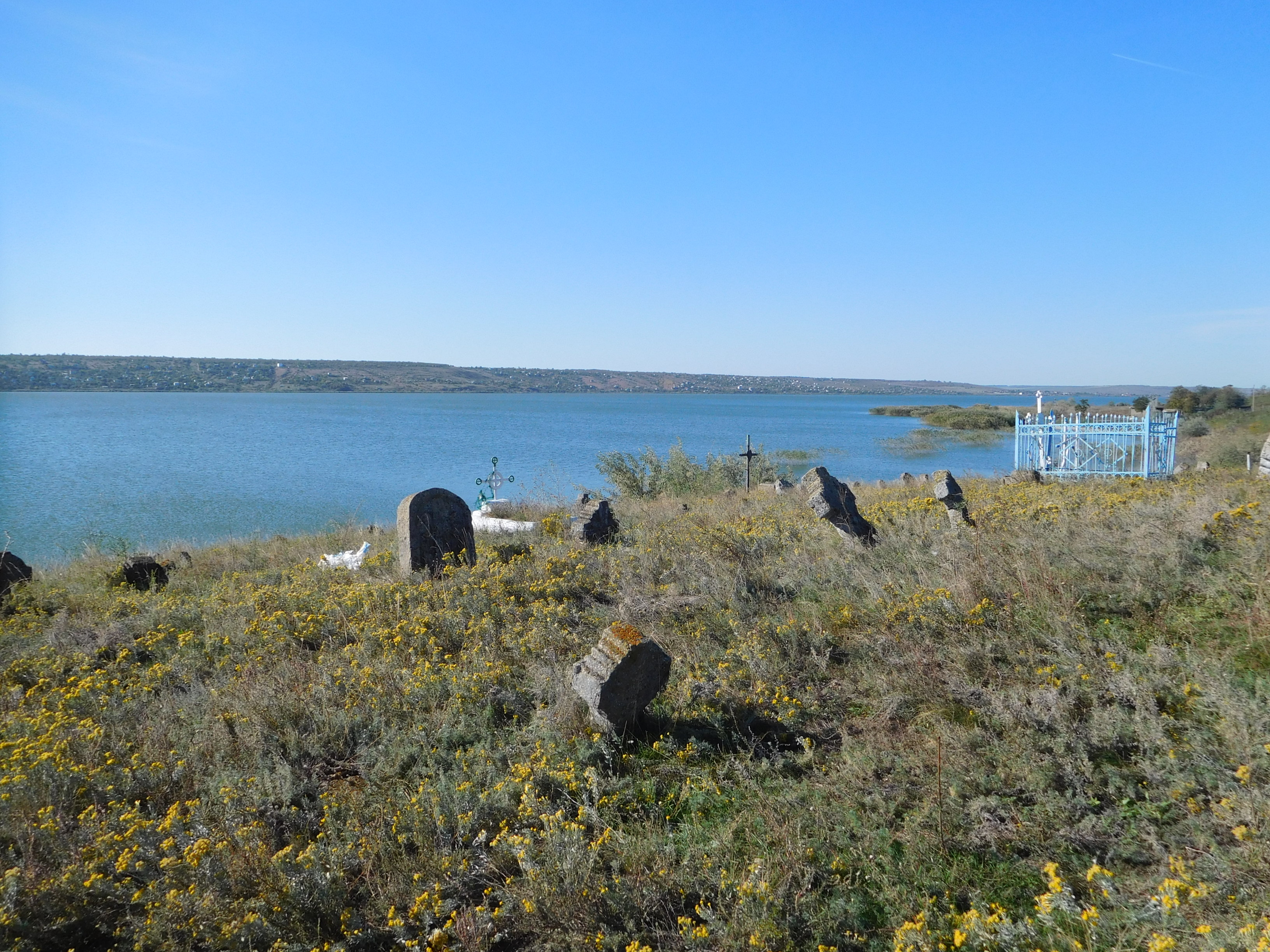
Покинутий цвинтар села Стара Вандалинівка (тепер частина с. Черняхівське)

#### Імперське минуле
До 1791 року територія сучасного району, належала до Ханської України (Єдисану), що була підконтрольною Османській імперії. За умовами Ясського мирного договору була приєднана до Російської імперії. Територія належала до Ананьївського, Одеського та Тираспольського повітів Херсонської губернії.

#### Українська революція
Після Лютневої революції у складі Російської Республіки (проголошена 14 вересня 1917).
З листопада 1917 р. у складі Української Народної Республіки. (Проголошена 7 листопада 1917 року, після більшовицького жовтневого перевороту, як автономна республіка у складі Російської республіки). За УНР переважна більшість району входила до регіону Подністров'я. Крайній схід — до регіону Помор'я. Крайній південь — до регіону Одеса.
22 січня 1918 р. проголошено незалежність УНР (після початку радянсько-української війни).
З початку лютого 1918 р. у складі Одеської Радянської Республіки. (У результаті наступу Червоної гвардії).
З першої половини березня 1918 р. знову в складі УНР. (В результаті отримання УНР воєнної підтримки з боку Австро-Угорщини, після укладення нею мирного договору з Центральними державами).
Після державного перевороту 29 квітня 1918 р. у складі Української Держави.
З грудня 1918 р. знову в складі УНР. (В результаті усунення від влади гетьмана Павла Скоропадського, після поразки Центральних держав у Першій світовій війні).
З кінця березня 1919 р. — у складі Української Радянської Соціалістичної Республіки (В результаті наступу Червоної армії).
З вересня 1919 р. під владою Білого Півдня Росії.
З лютого 1920 р. знову в складі УРСР, а з утворенням Радянського Союзу 30 грудня 1922 р. — в його складі.
|                                                                      |
| Стара адміністративна будівля в селі Северинівка (тепер амбулаторія) |

|                                 |
| Кам'яний вітряк в селі Адамівка |

|                                                                      |
| Руїни Церква Святих Петра і Павла і Гробівця Раухів в селі Заводівка |

|                                                   |
| Руїни Костелу Святого Северина в селі Северинівка |

|                                                     |
| Свято-Іоанно Богословська церква в селі Северинівка |

|                                                                                 |
| Козацький цвинтар у покинутому селі Стара Вандалинівка (біля села Черняхівське) |

|                                      |
| Козацький цвинтар в селі Северинівка |

## Адміністративний устрій
Район складається з 16 територіальних громад.
| Назва громади                        | Адміністративний центр | Зображення |
| ------------------------------------ | ---------------------- | ---------- |
| Березівська міська громада           | м. Березівка           |            |
| Іванівська селищна громада           | селище Іванівка        |            |
| Миколаївська селищна громада         | селище Миколаївка      |            |
| Раухівська селищна громада           | селище Раухівка        |            |
| Ширяївська селищна громада           | селище Ширяєве         |            |
| Андрієво-Іванівська сільська громада | с. Андрієво-Іванівка   |            |
| Великобуялицька сільська громада     | с. Великий Буялик      |            |
| Знам'янська сільська громада         | с. Знам'янка           |            |
| Коноплянська сільська громада        | с. Конопляне           |            |
| Курісовська сільська громада         | с. Курісове            |            |
| Новокальчевська сільська громада     | с. Новокальчеве        |            |
| Петровірівська сільська громада      | с. Петровірівка        |            |
| Розквітівська сільська громада       | с. Розквіт             |            |
| Старомаяківська сільська громада     | с. Старі Маяки         |            |
| Стрюківська сільська громада         | с. Стрюкове            |            |
| Чогодарівська сільська громада       | с. Чогодарівка         |            |

## Населення
Населення району, станом на 1 січня 2021 року — 106 490 осіб. З них міського населення — 29 636 (27,8 %).
Входить у десятку районів з найменшою щільністю населення серед усіх районів України. Шостий з семи районів області за кількістю населення. У 10 з 16 громад району щільність населення складає менше 20 осіб/км2, з них в одній громаді менше 10 осіб/км2. З 10 найменших за щільністю населення громад всієї області 7 відносяться до Березівського району. При цьому 5 з 10 громад з найменшою за кількістю населення серед всіх громад області теж належать до Березівського району.
| Міські населені пункти | Населення (2021) | Зображення |
| ---------------------- | ---------------- | ---------- |
| місто Березівка        | 9 527            |            |
| селище Ширяєве         | 6 402            |            |
| селище Петрівка        | 4 518            |            |
| селище Раухівка        | 2 648            |            |
| селище Миколаївка      | 2 630            |            |
| селище Іванівка        | 2 381            |            |
| селище Радісне         | 1 530            |            |

Сільського населення — 76 854 осіб (72,2 %).
| Найбільші села      | Населення (2001) | Зображення |
| ------------------- | ---------------- | ---------- |
| с Знам'янка         | 4 134            |            |
| с Петровірівка      | 2 954            |            |
| с Стрюкове          | 2 066            |            |
| с Конопляне         | 1 707            |            |
| с Великий Буялик    | 1 694            |            |
| с Андрієво-Іванівка | 1 692            |            |
| с Ісаєве            | 1 513            |            |
| с Миколаївка        | 1 423            |            |
| с Мар'янівка        | 1 301            |            |
| с Новоселівка       | 1 257            |            |
| с Розквіт           | 1 050            |            |
| с Демидове          | 1 029            |            |
| с Ставкове          | 1 025            |            |
| с Скосарівка        | 1 007            |            |

## Інфраструктура

### Автошляхи
Через район проходять автошляхи E95 (М05), Р55 та Р71.

### Залізниця

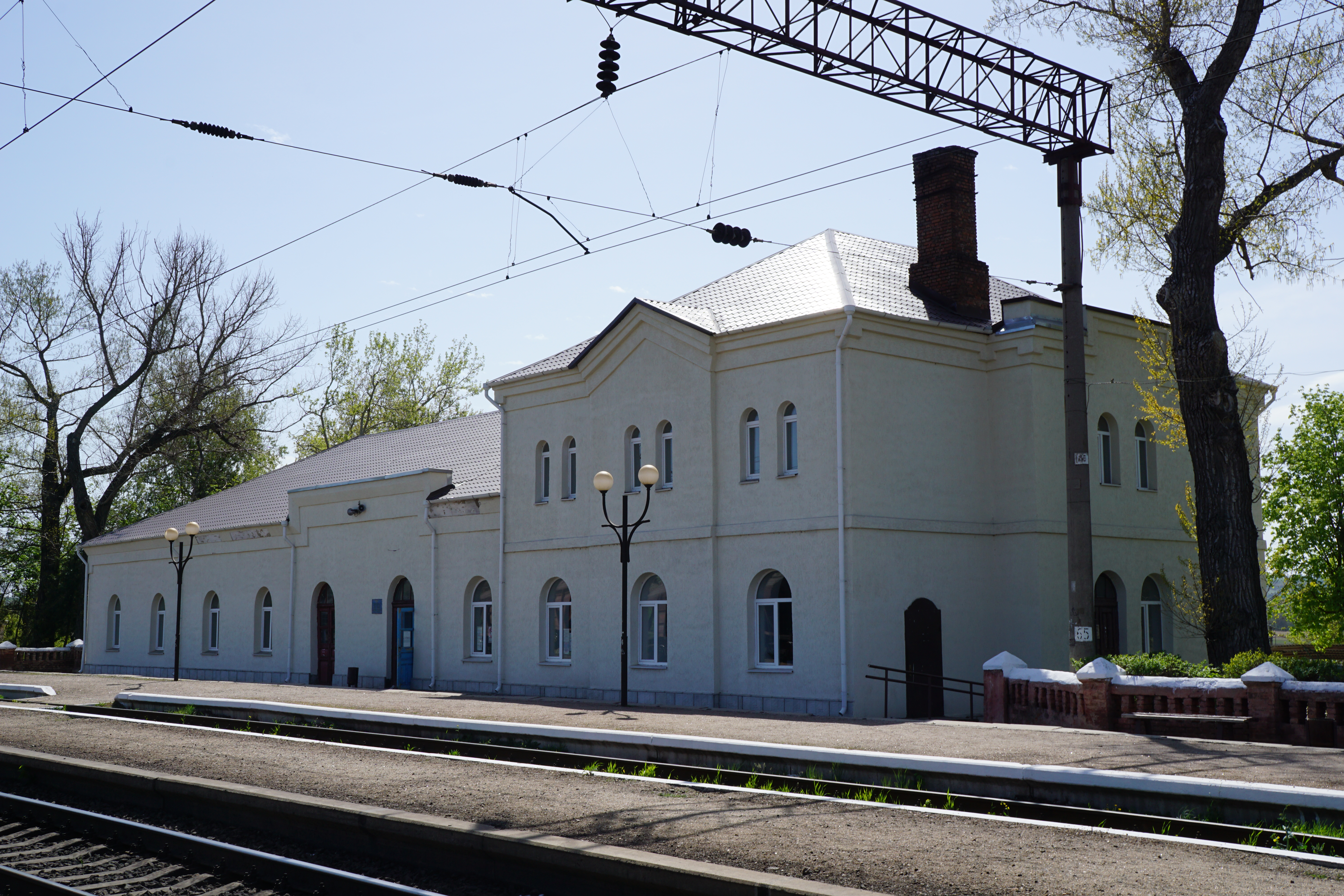
Станція Березівка

Південно-східну частину району перетинає залізниця Одеса — Колосівка. Її було збудовано в 1914 році, електрифіковано в 1971 році.
В 1969 році було збудовано залізницю Мигаєве — Раухівка. В 1999 році ділянку від роз'їзду Ротове до станції Раухівка було демонтовано. Роз'їзд Ротове та станція Новознам'янка на цій лінії розташовані на південному заході району.
Близько 6 кілометрів межі району на його північному заході проходять краєм залізничної лісосмуги вздовж лінії Роздільна-Подільськ. На цій ділянці розташована платформа Перемога. В 1960-х — 2002 роках на території району діяли під'їзні колії від станції Затишшя.

### Інше
На території району розташована недіюча військова авіабаза Буялик.

## Культура
У районному центрі створено і функціонує краєзнавчий музей, центри культури і дозвілля, клубні заклади, школи-мистецтв, бібліотеки.
|                                      |
| Палац-Садиба Курісів в селі Курісове |

|                             |
| Палац Курісів в селі Ісаєве |

|                                      |
| Садиба Юковського в селі Михайлопіль |

|                                   |
| Садиба Ґіжицьких в селі Ряснопіль |

|                                     |
| Брама замку Раухів в селі Заводівка |

|                                   |
| Садиба Поплавських в Петровірівці |

### Освіта
За радянських часів у районі було створено Березівський зоотехнічний технікум, 2 професійно-технічні училища, працювало 49 загальноосвітніх шкіл і 1 музична.
|                  |
| Школа в Іванівці |

|                |
| Школа в Каїрах |

|                                               |
| Спортивний майданчик біля школи в Михайлополі |

|                                  |
| На уроці в Златоустівській школі |

|                      |
| Школа у Виноградному |

|                    |
| Школа в Олексіївка |

|                     |
| Школа у Северинівка |

## Цікаві факти
- Входить у десятку районів з найменшою щільністю населення серед усіх районів України. У 10 з 16 громад району щільність населення складає менше 20 осіб/км2, з них в одній громаді менше 10 осіб/км2. З 10 найменших за щільністю населення громад всієї області 7 відносяться до Березівського району. При цьому 5 з 10 громад з найменшою кількістю населення серед всіх громад області теж належать до Березівського району.
- Березівка — найменший райцентр області — 9,5 тис. осіб (2021). 2 найменші райцентри ліквідованих у 2020 році районів області: Іванівка — 2,38 тис. осіб (2021) та Миколаївка — 2,63 тис. осіб (2021) — увійшли до Березівського району.
- Два з трьох смт Одещини, що входять до громад центрами яких є села знаходяться у Березівському районі: селище Радісне Знам'янської сільської громади та селище Петрівка Великобуялицької сільської громади.